# OK Södertörn
OK Södertörn är en orienteringsklubb med sin huvudverksamhet i Farsta och Vantör i södra Stockholm. Många medlemmar kommer också från Skogås/Trångsund. 
Den bildades 1982 som resultatet av en sammanslagning av klubbarna Farsta OK, OK Rävarna och Rågsveds Scouters OK. 
Klubben hade under början av 80-talet stora framgångar i tävlingsmarkerna med bl.a. en silvermedalj i Budkavle-SM 1983  och en 6:e placering i 10-mila 1984. 
Klubbstugan ligger på Farstanäset någon kilometer från Farsta Centrum.